# لوئیز پائولو هیلاریو

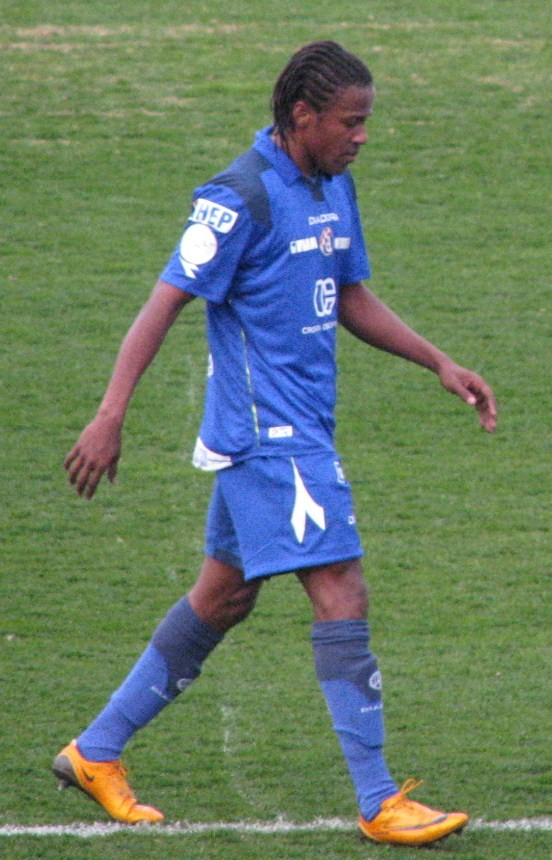
لوئیز پائولو هیلاریو

لوئیز پائولو هیلاریو (به پرتغالی: Luiz Paulo Hilario) مهاجم اهل برزیل است که در شهر ریودو ژانیرو و در تاریخ ۱۶ اکتبر ۱۹۸۷ به دنیا آمده‌است.
لوئیز پائولو هیلاریو در تیم‌های فوتبال Juventus Futebol Clube سابقهٔ حضور دارد.